# Dennis C. Blair
Dennis Cutler Blair, född 4 februari 1947 i Kittery, Maine, är en amerikansk pensionerad fyrstjärnig amiral. Han var USA:s nationella underrättelsedirektör (Director of National Intelligence) 2009-2010. Blairs sista postering i uniform var som militärbefälhavare för U.S. Pacific Command mellan 1999 och 2002.
Blair utexaminerades 1968 från United States Naval Academy. Han studerade vidare vid Oxfords universitet efter att ha fått ett Rhodesstipendium.

## Utmärkelser och hedersuppdrag
- Uppgående solens orden, Japan (2002)[3]